# Eurobouw–Rossin
Eurobouw–Rossin war ein belgisches Radsportteam, das von 1980 bis 1981 existierte.

## Geschichte
Das Team wurde 1980 unter der Leitung von Briek Schotte gegründet. Im ersten Jahr konnte neben den Siegen der zweite Platz beim Omloop van het Zuidwesten, Platz 4 beim Circuit du Tournaisis, fünfte Plätze beim Circuit des Frontières und bei der Ronde van Limburg, Platz 8 bei Paris-Tours und Platz 17 bei der Lombardei-Rundfahrt erwirkt werden. 1981 konnte neben dem Sieg zweite Plätze bei Tour du Nord-Ouest und dem Grosser Preis des Kantons Aargau, Platz 5 beim Nationale Sluitingprijs, Platz 6 beim Scheldeprijs und Platz 9 bei Paris–Tours erreicht werden. Am Ende der Saison 1981 wurde das Team aufgelöst.

## Erfolge
1980
- Grand Prix de Denain
- Driedaagse van West-Vlaanderen
- Internatie Reningelst

1981
- Omloop van het Zuidwesten

## Weitere Platzierungen
| Monument                 | 1980 | 1981 |
| ------------------------ | ---- | ---- |
| Mailand–Sanremo          | 65   | 29   |
| Flandern-Rundfahrt       | 36   | 37   |
| Lüttich–Bastogne–Lüttich | 26   | 76   |
| Lombardei-Rundfahrt      | 17   | –    |

## Bekannte ehemalige Fahrer
- Michel Vaarten (1980)
- Yvan Lamote (09.1980–1981)